# Lothaire Bluteau

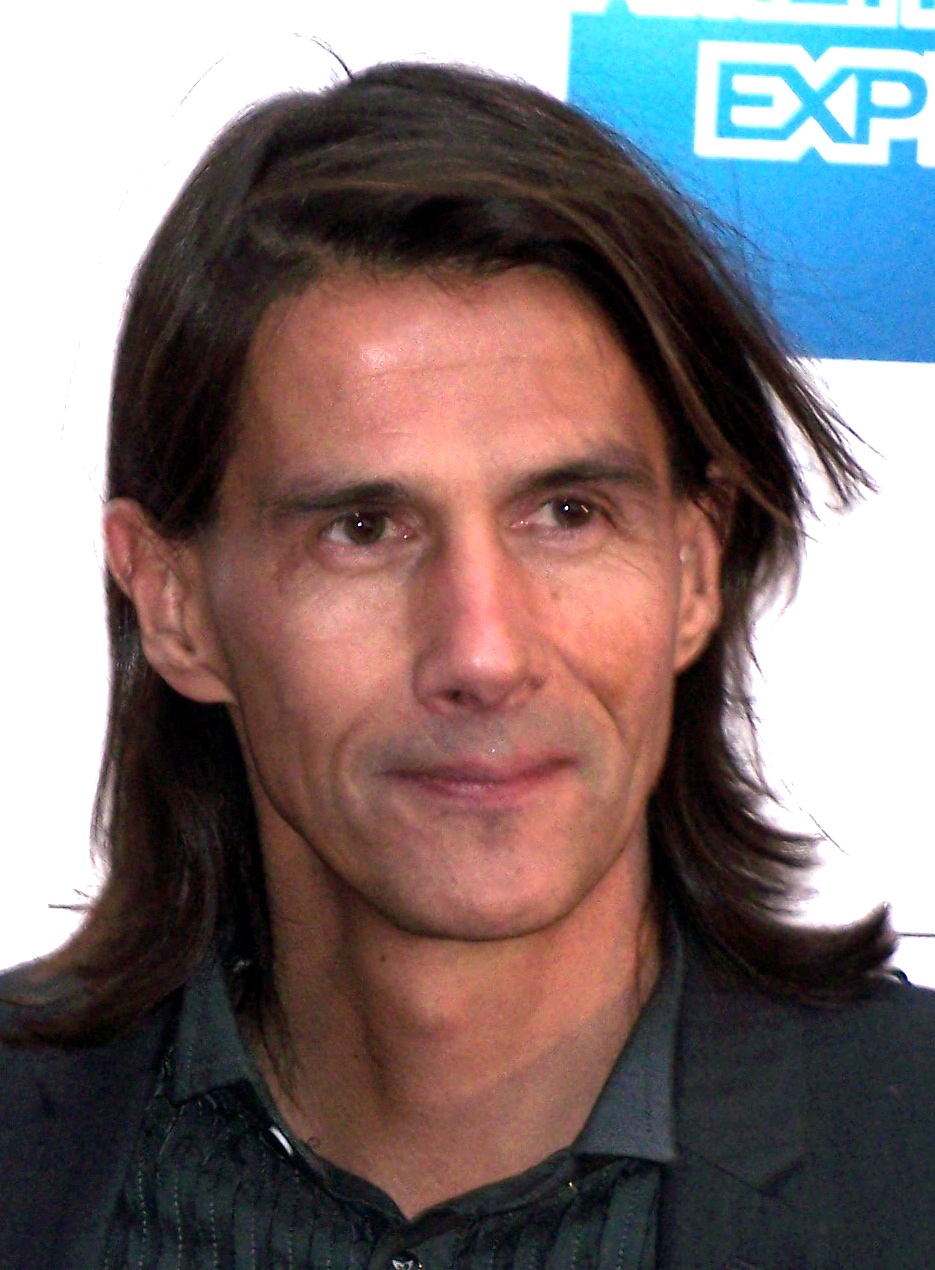
Lothaire Bluteau

Lothaire Bluteau, född 14 april 1957 i Montréal, Kanada, är en kanadensisk skådespelare.
I Oz gör Bluteau rollen som Guillaume Tarrant. Han har även haft biroller i bland annat Miami Vice, Law & Order: Criminal Intent, Law & Order: Special Victims Unit, 24 och Law & Order: Trial by Jury.

## Filmografi (urval)
- 2004 - 24 (TV)
- 2002 - Dead Heat
- 1996 - Jag sköt Andy Warhol
- 1995 – Bekännelsen
- 1991 - Svarta kappan